# إيلكر قلعلي
إيلكر قلعلي (بالتركية: ilker kaleli)‏ من مواليد إسطنبول 11 مايو 1984. ممثل تركي، اشتهر في تركيا من خلال دور فالكو في مسلسل المفقود، وبويراز كارايل في مسلسل بويراز كارايل، تميز بالصوت الجميل في الغناء، حيث غنى بعض الأغاني أثناء أدواره بالمسلسلات.

## أعماله
| العام     | اسم العمل       | نوعه  | دوره               |
| --------- | --------------- | ----- | ------------------ |
| 2012      | لغز الماضي      | مسلسل | ألبر               |
| 2012-2013 | المدينة الضائعة | مسلسل | عرفان              |
| 2013      | المفقود         | مسلسل | فالكو - فايق       |
| 2015-2017 | بويراز كارايل   | مسلسل | أحمد بويراز كارايل |
| 2018      | القاع           | مسلسل | ساهر               |
| 2020-     | المعلم          | مسلسل | عارف أردام         |
| 2014      | سلسة            | فيلم  | جينك               |

## حياته الشخصية والمهنية
تخرج من جامعة إسطنبول كولتور لإدارة الفنون. درس التمثيل في مدرسة التمثيل بأكاديمية لندن للموسيقى والفنون المسرحية (LAMDA). كما تلقى أيضًا دروسًا في التمثيل في جمعية Studio Players.
مثل في العديد من المسلسلات منها لغز الماضي والمدينة المفقودة وضائع. وظهر في فيلم بعنوان سلسلة عام 2014. لعب دور بويراز كارايل في مسلسل تلفزيوني بنفس الاسم من 2015 إلى 2017. حاليا، يمثل دور البطولة (عاكف) في مسلسل المعلم.

## روابط خارجية
- إيلكر قلعلي على موقع IMDb (الإنجليزية)
- إيلكر قلعلي على موقع قاعدة بيانات الفيلم (الإنجليزية)
- إيلكر قلعلي على موقع كينوبويسك (الروسية)